# Magyarország a 2014-es fedett pályás atlétikai világbajnokságon
Magyarország a Sopotban megrendezett 2014-es fedett pályás atlétikai világbajnokság egyik részt vevő nemzete volt. Az ország a versenyen két sportolóval képviseltette magát.

## Eredmények

### Férfi
| Versenyző   | Versenyszám | Előfutam | Előfutam | Előfutam | Elődöntő | Elődöntő | Elődöntő | Döntő   | Döntő    |
| Versenyző   | Versenyszám | Idő      | Hely.    | Össz.    | Idő      | Hely.    | Össz.    | Idő     | Helyezés |
| ----------- | ----------- | -------- | -------- | -------- | -------- | -------- | -------- | ------- | -------- |
| Baji Balázs | 60 m gát    | 7,63     | 3.       | 8.       | 7,63     | 6.       | 10.      | kiesett | kiesett  |

### Női
| Versenyző    | Versenyszám | Selejtező | Selejtező | Döntő    | Döntő    |
| Versenyző    | Versenyszám | Eredmény  | Helyezés  | Eredmény | Helyezés |
| ------------ | ----------- | --------- | --------- | -------- | -------- |
| Márton Anita | Súlylökés   | 18,63 m   | 5.        | 18,17 m  | 6.       |